# Alexandre Sarradet
Pas d'image ? Cliquez ici

a Compétitions nationales et continentales officielles uniquement.

Alexandre Sarradet, né le 7 février 1952 à Couret (Haute-Garonne), est un joueur français de rugby à XIII dans les années 1970. Il occupe au cours de sa carrière le poste de talonneur.
Il pratique le rugby à XIII au sein du club du R.C. Saint-Gaudens remportant au cours de sa carrière le Championnat de France en 1974, avec ses coéquipiers Roger Biffi, Serge Marsolan, Michel Molinier, René Zaccariotto et Victor Serrano.

## Palmarès
- Collectif :
  - Vainqueur du Championnat de France : 1974 (Saint-Gaudens).